# Cortland (manzana)
Cortland es el nombre de una variedad cultivar de manzano (Malus domestica). 
Un híbrido del cruce de 'Ben Davis' x 'McIntosh'. Criado en 1898 por SA Beach en la « New York State Agricultural Experiment Station » (Estación experimental agrícola del estado de Nueva York), Geneva Estado de Nueva York. Fue introducido en los circuitos comerciales en 1915. Los frutos tienen una pulpa moderadamente jugosa, de textura ligeramente gruesa con un sabor dulce y refrescante. Tolera la zona de rusticidad delimitada por el departamento USDA, de nivel 3.

## Sinonimia
- "Cartland",
- "Courtland",
- "Courtlandt".

## Historia
'Cortland' es una variedad de manzana, híbrido del cruce de 'Ben Davis' como Parental-Madre x el polen de 'McIntosh' como Parental-Padre. Criado en 1898 por SA Beach (autor de Apples of New York, 1905) en la « New York State Agricultural Experiment Station » (Estación experimental agrícola del estado de Nueva York), Geneva Estado de Nueva York. Fue introducido en los circuitos comerciales en 1915.
'Cortland' está cultivada en diversos bancos de germoplasma de cultivos vivos tales como en National Fruit Collection (Colección Nacional de Fruta) de Reino Unido con el número de accesión: 1976-139 y "nombre de accesión : Cortland (LA 72A)".

## Características

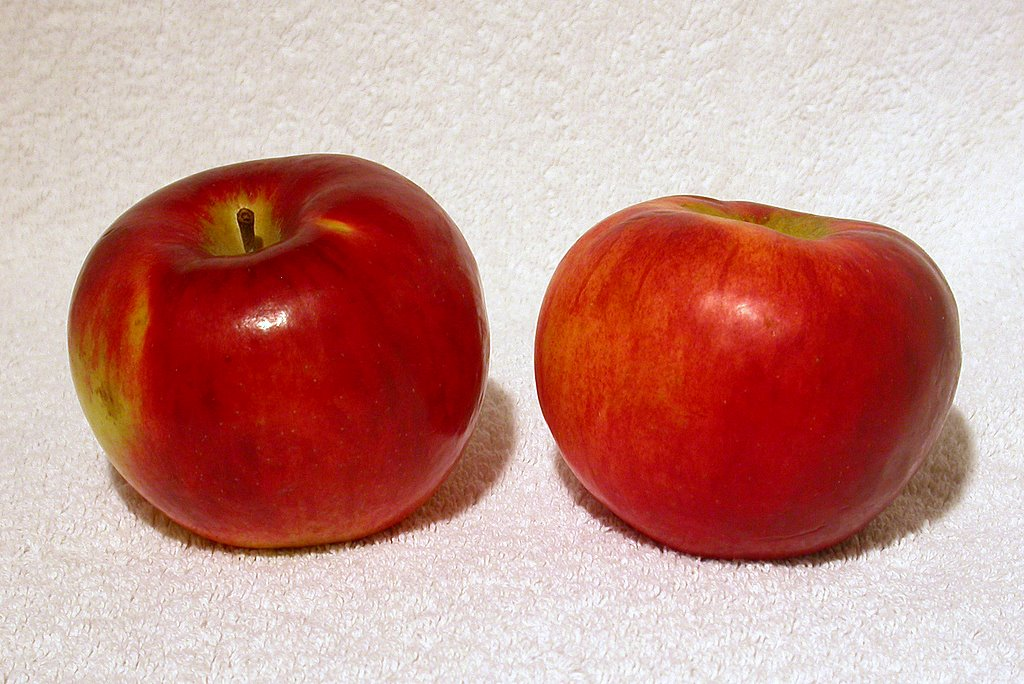
Las manzanas Cortland.

'Cortland' es un árbol de un vigor moderado, árbol de crecimiento erguido que puede soportar temperaturas invernales de hasta -30 C. Precoz. Fructifica anualmente, tanto en puntas como en espolones. Debe recolectarse manualmente, ya que la fruta tiende a madurar al azar durante el período de cosecha y tiende a colgarse incluso después de madurar por completo. Tiene un tiempo de floración que comienza a partir del 4 de mayo con el 10% de floración, para el 10 de mayo tiene una floración completa (80%), y para el 18 de mayo tiene un 90% caída de pétalos.
'Cortland' tiene una talla de fruto de medio a grande, altura promedio 59,00 mm y ancho promedio 75,00 mm, contorno ligeramente irregular; forma amplio globoso cónico, con nervaduras medio a débiles, y corona débil; epidermis tiende a ser dura suave con color de fondo es amarillo, con un sobre color lavado de rojo con algunas rayas de color rojo oscuro que cubren de un cuarto a un tercio de la superficie, importancia del sobre color medio-alto, y patrón del sobre color rayado / moteado, algunas redes de ruginoso-"russeting" salpicado de manchas verde grisáceas, especialmente alrededor de la cavidad del tallo, presenta algunas pequeñas lenticelas, ruginoso-"russeting" (pardeamiento áspero superficial que presentan algunas variedades) bajo; cáliz es pequeño y semiabierto, asentado en una cuenca estrecha y poco profunda, con ligeros pliegues en la pared; pedúnculo es corto y semi grueso, colocado en una cavidad moderadamente profunda y anchura media; carne de color blanca y se vuelve marrón lentamente cuando se expone al aire, textura tierna, crujiente y de grano medio fino, de sabor agridulce con toques de fresa, pétalos de rosa y vino blanco.
Su tiempo de recogida de cosecha se inicia a principios de octubre. Se mantiene bien hasta cuatro meses en cámara frigorífica. Resiste el congelamiento.

## Progenie
'Cortland' tiene en su progenie como Parental-Madre, a las nuevas variedades de manzana:
- Birgit Bonnier
- Kim
- Eva Lotta

'Cortland' tiene en su progenie como Desporte, a la nueva variedad de manzana:
- 'Lamont Starkspur', introducida en 1982. Tiende a tener un estímulo prominente con marcas de color rojo intenso.
- 'Redcort' introducido en 1983. Madura dos semanas antes.
- 'NS-911' introducido en 1997. Color rojo intenso completamente lavado.

## Usos
Una excelente manzana para comer en postre de mesa, también utilizada para cocinar, y en la elaboración de sidra. Hace excelentes anillos de manzana seca.

## Ploidismo
Triploide, polen estéril. Grupo de polinización: C, Día 8.

## Susceptibilidades
- Susceptible a los pulgones, al mildiu, y a la roya del manzano y del enebro,
- Algo susceptible al fuego bacteriano,
- Resistente al cancro y  al pudrimiento del corazón,
- Moderadamente resistente a la sarna del manzano.[6]